# Palpimanoidea
Palpimanoidea é uma superfamília de aranhas de 8 olhos que agrupa três famílias. Esta superfamília, em conjunto com as sete famílias do clado Dionycha, são o único grupor de aranhas sem membros com cribelo. Análises moleculares recentes indicam que os Palpimanoidea provavelmente não são monofiléticos.

## Taxonomia
A superfamília Palpimanoidea contém as seguintes famílias:
- Huttoniidae
- Palpimanidae
- Stenochilidae